# Пирамида Трансамерика
Пирамидата „Трансамерика“ (на английски: Transamerica Pyramid), или само Пирамидата, е небостъргач в Сан Франциско в щата Калифорния, САЩ.
Тя е сред символите на града и неговата най-висока сграда. Висока е 260 м (853 фута), има 48 етажа. Строежът на Пирамидата е започнал през 1969 г. и е завършил през 1972 г.
При нейното завършване кулата е 7-ата най-висока сграда. Пирамидата „Трансамерика“ е 76-ата по височина сграда в света.